# Rosshaar

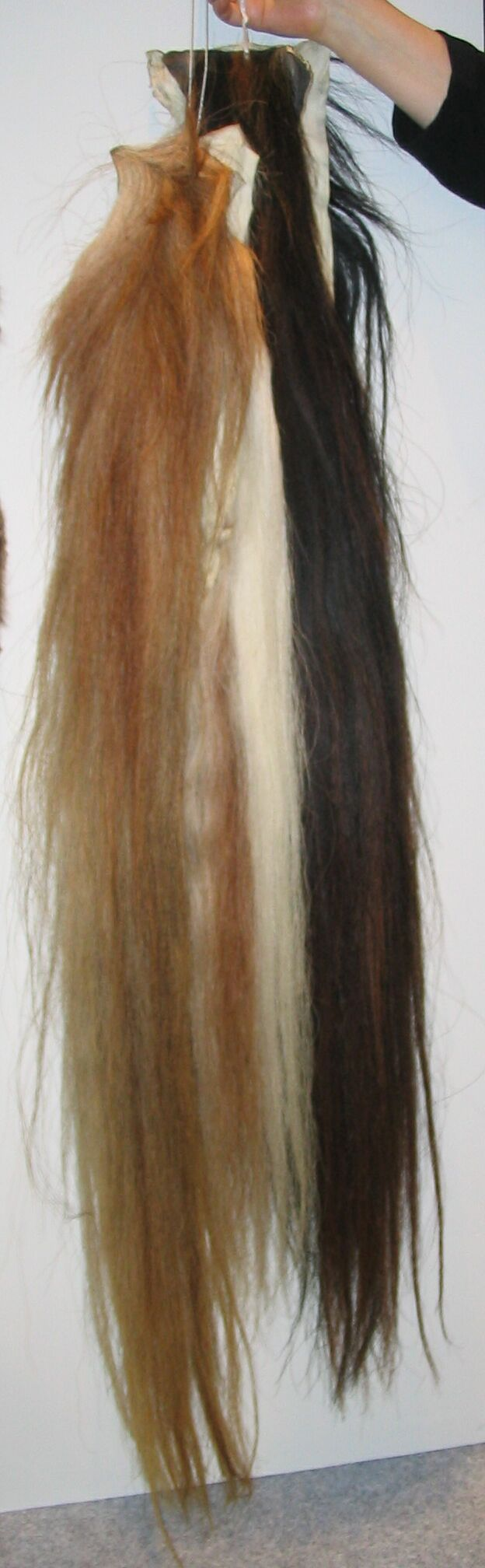
Ross-Schweife bei einem Rauchwarenhändler

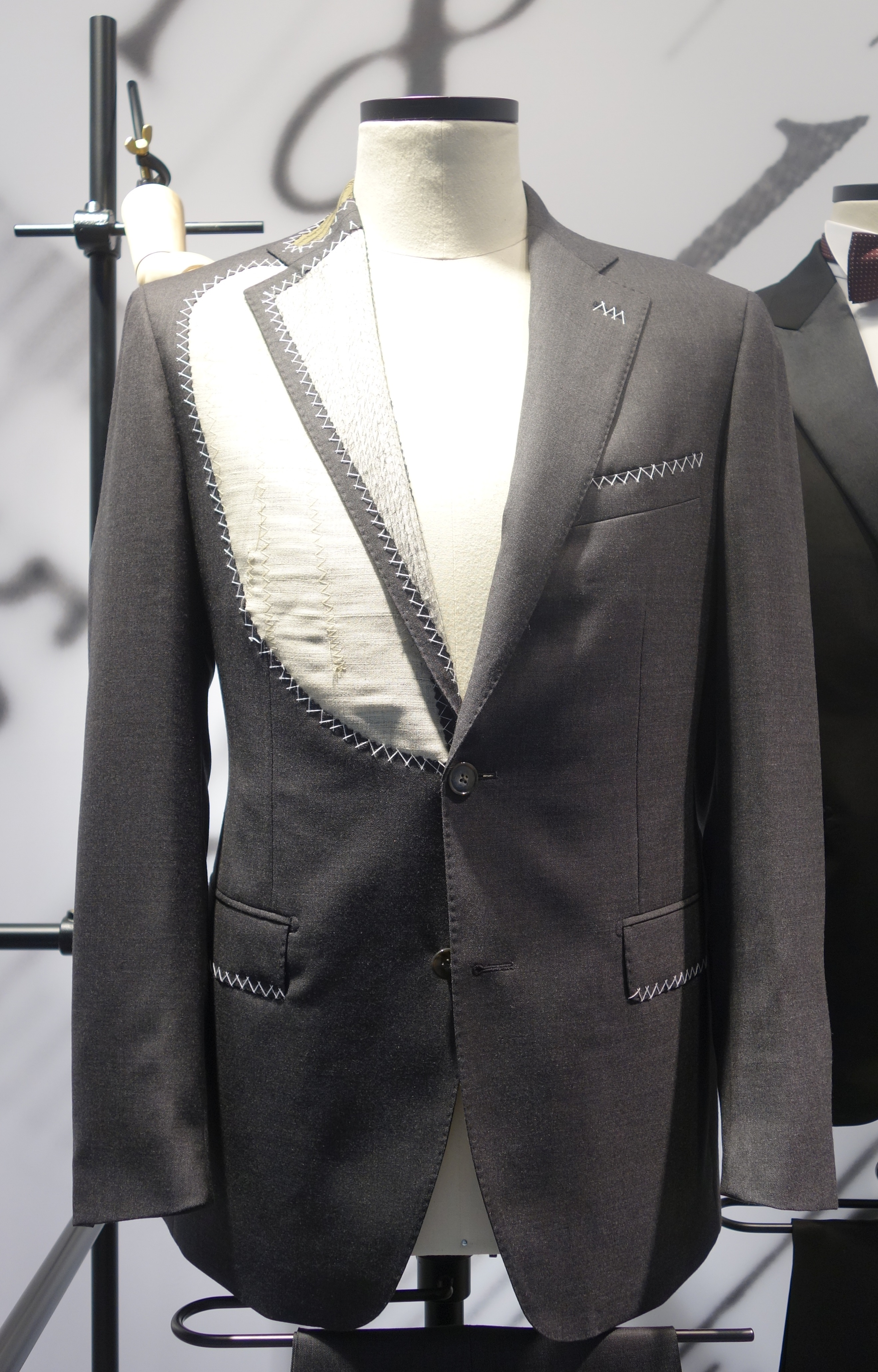
Herrenjacket mit offengelegtem Rosshaar-Zwischenfutter, zur Formstabilisierung im Brust- und Reversbereich

Als Rosshaar werden das kürzere und härtere Körperhaar sowie das Schweif- und Mähnenhaar des Pferdes sowie der daraus hergestellte Zutatenstoff der Schneiderei und Kürschnerei bezeichnet. Es wurde früher überall, wo Pferdezucht betrieben wurde, für den Markt gesammelt. Es wurde zunächst mit Wasser ausgekocht und dann durch Hecheln weiterbearbeitet und nach Farbe sortiert. Es gilt als Grobhaar, da es nicht verspinnbar ist.
Der Reifrock, die Krinoline, wurde durch Rosshaar in seinem kegelförmigen Fall gehalten. Die Bezeichnung stammt von italienisch-französisch crin und bedeutet eigentlich „Rosshaar-Leinen“.
Auch heute noch wird Rosshaar als das klassische Polstermaterial verwendet. Für Vollpolstermatratzen wird durch eine Heißdampfbehandlung die Sprungkraft noch einmal verstärkt. Ebenso wird es noch für Bürsten und Rosshaarbesen gebraucht, es bleibt Kunstfasern zumindest in der Fähigkeit zur Wiederaufrichtung überlegen.
Ein besonderes Anwendungsgebiet von Rosshaaren ist die Bespannung von Streichbögen. Rosshaareinlagen fanden ihre Anwendung bis vor wenigen Jahren noch in der klassischen Schneiderei und Kürschnerei für die Wattierung der Vorderteile von Sakkos oder Mänteln. Dafür wurde das zu Zöpfen verdrehte Haar entweder mit der Hand zerzupft oder mit der Krempelmaschine (Krempelbock) zerfasert, es entsteht dabei ein fast federndes, sehr elastisches Produkt. In der Kürschnerei wurde das Rosshaargewebe unter anderem in der Hauptzeit der Muffmode, meist in der Massenherstellung in der Konfektion, zusammen mit Watte anstelle von Daunenbeuteln verwendet.
Rosshaare sind nicht allein verspinnbar, sondern nur indem man sie mit Baumwolle umspinnt, kann man sie zu einem endlosen Schussgarn formen („Zwirnrosshaar“). Mit Leinengarn verwebter Rosshaarfaden wurde im Bekleidungshandwerk als Rosshaareinlage oder einfach als „Rosshaar“ gehandelt. Es wurde bis zuletzt in reiner Handarbeit (Pikierstich) mit dem Oberstoff verbunden, insbesondere für Vorderteil, und Revers. Diese aufwändige Verarbeitungsform fand ausschließlich bei hochwertiger Bekleidung Anwendung, die hohe Sprungkraft des Rosshaars gab dem Teil einen dauerhaften glatten Fall. Anstelle natürlichen Rosshaars verwendet man ständig mehr auf Viscosebasis hergestelltes Kunstrosshaar (Crinol). Die aus dem Italienisch-Französischen stammende Bezeichnung Krinoline für den gespreizten Unterrock weist auf das für die Versteifung verwendete Material hin, sie bedeutet „Rosshaargewebe“.
Wegen seiner besonderen Eigenschaften findet Rosshaarstoff auch in der Polsterbranche Verwendung. Hier bezeichnet es einen Oberstoff aus etwa 70 % Rosshaaranteil (Schuss) mit einem Kettfaden aus Baumwolle, Polyester oder Seide. Früher häufiger benutzt, braucht man ihn heute noch zum Aufarbeiten alter und für sehr hochwertige neue Polstermöbel sowie als Wandbespannung repräsentativer alter Räume. Wegen der zumeist dunklen Rosshaare ist allerdings die mögliche Farbpalette beschränkt und die Stoffe werden überwiegend in dunkleren Farben hergestellt. Außerdem werden Rosshaare beim Polstern als Füllmaterial verwendet; mit dem Haarzieher wird unter die Fassonleinwand gestochen und das Rosshaar gleichmäßig verteilt.
Bei Zwirnrosshaar besteht der Schuss aus einem endlosen, mit Baumwollfaden umzwirnten Faden, der nicht mehr von Hand in das Webfach eingelegt werden muss. Durch die Umzwirnung arbeiten sich die Rosshaare nicht mehr so leicht heraus.
Rosshaar ist, neben vielen weiteren Anwendungen, auch für Perchtenkostüme in Gebrauch. In der traditionellen Lackkunst Myanmars wird für die feinsten Lackarbeiten ein Rosshaargeflecht als Trägermaterial benutzt, um insbesondere Trinkgefäßen eine höhere Flexibilität zu verleihen.

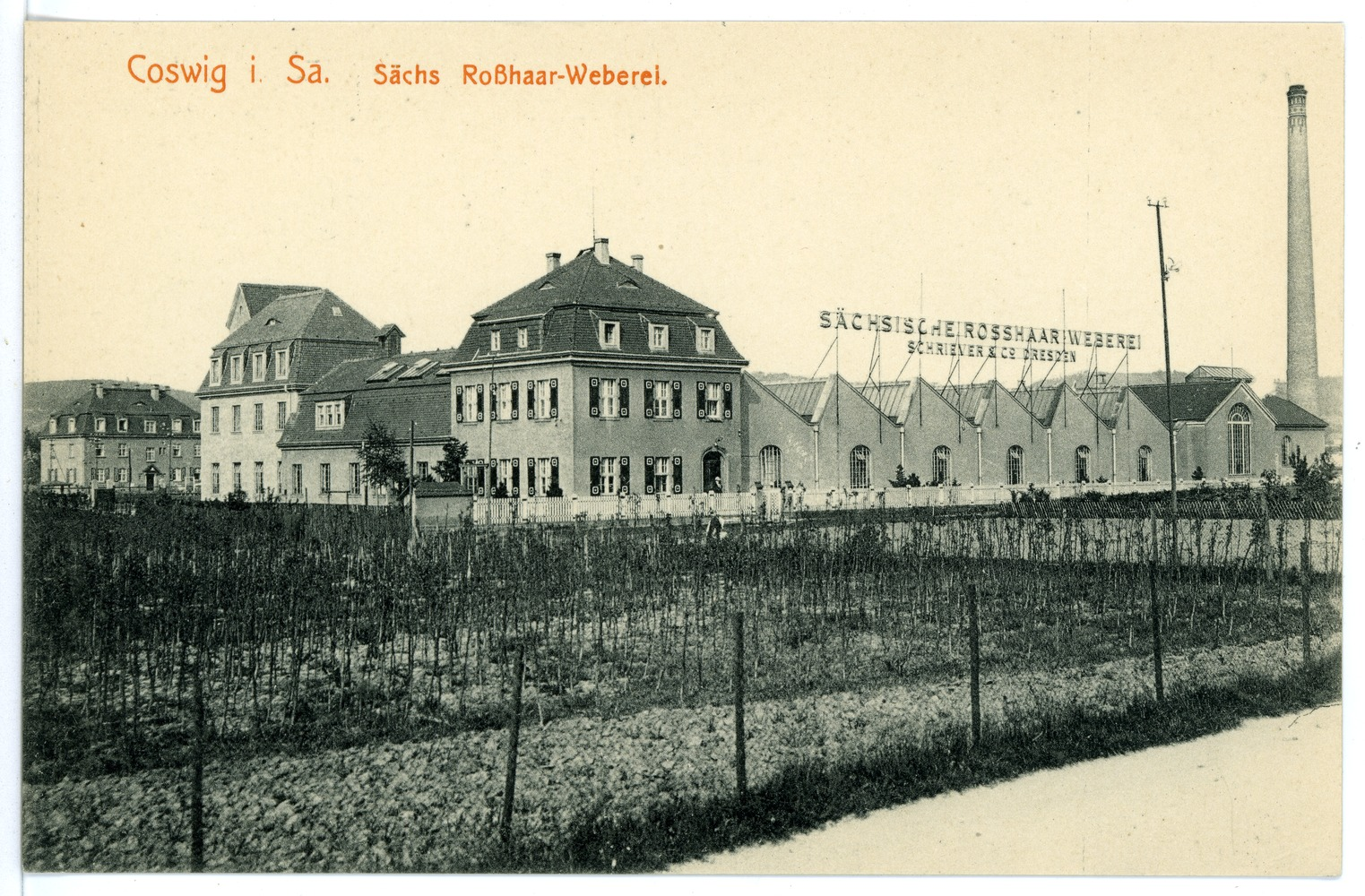
Sächsische Rosshaarweberei Schriever & Co. Dresden, in Coswig (1913)
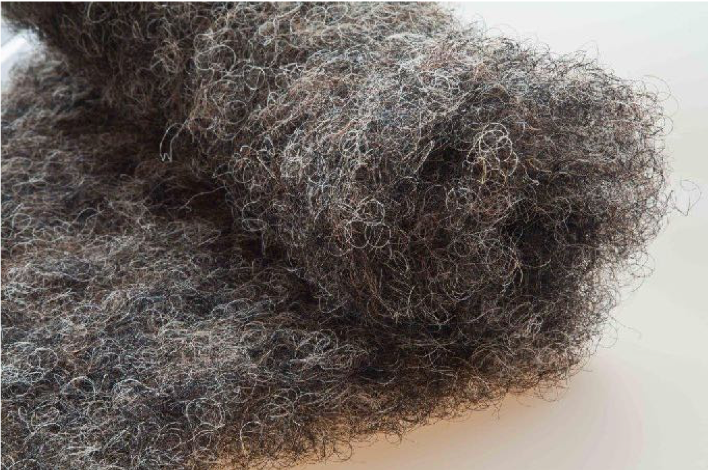
Rosshaar als Polstermaterial
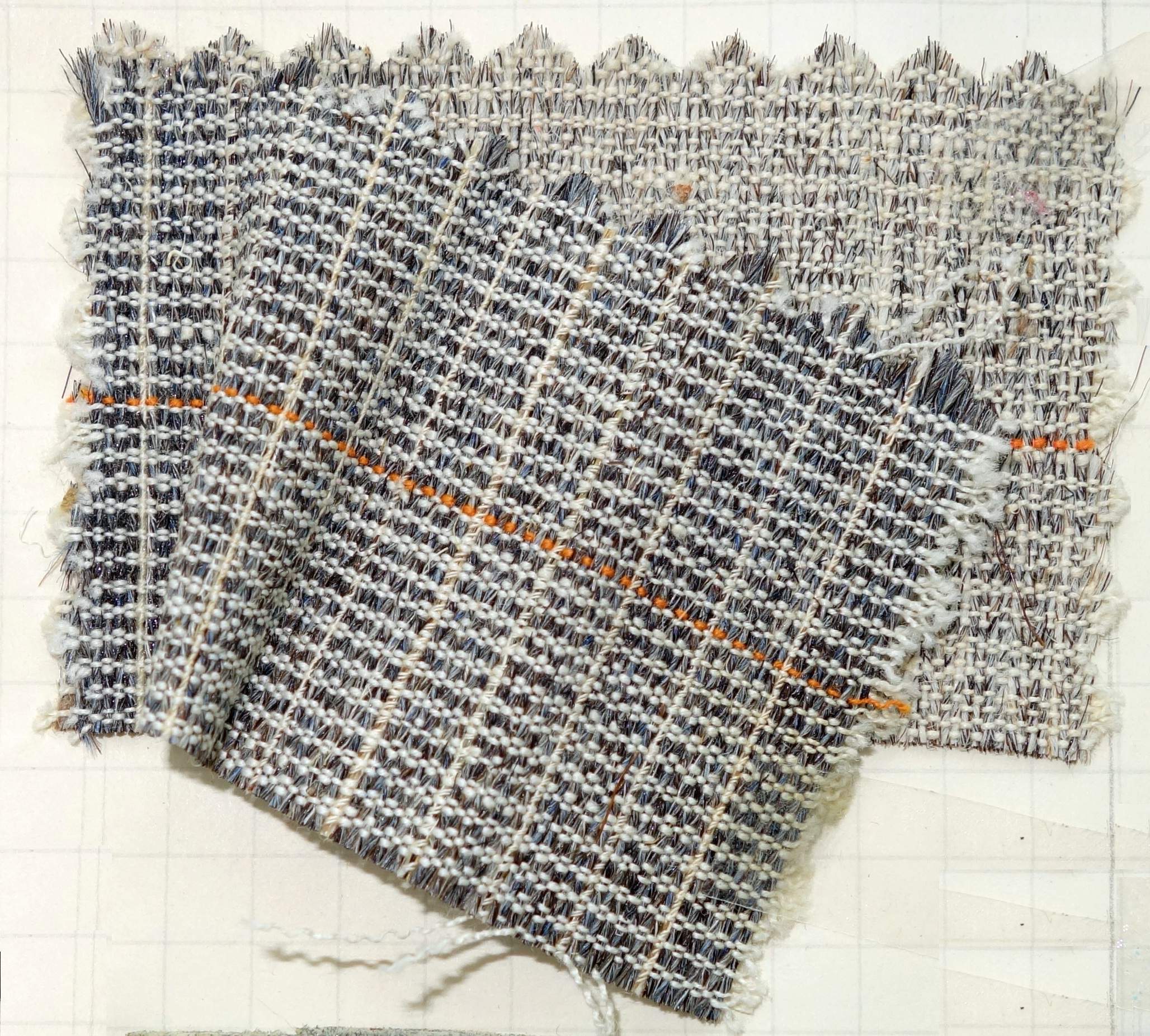
Rosshaar-Steifleinen, Muster
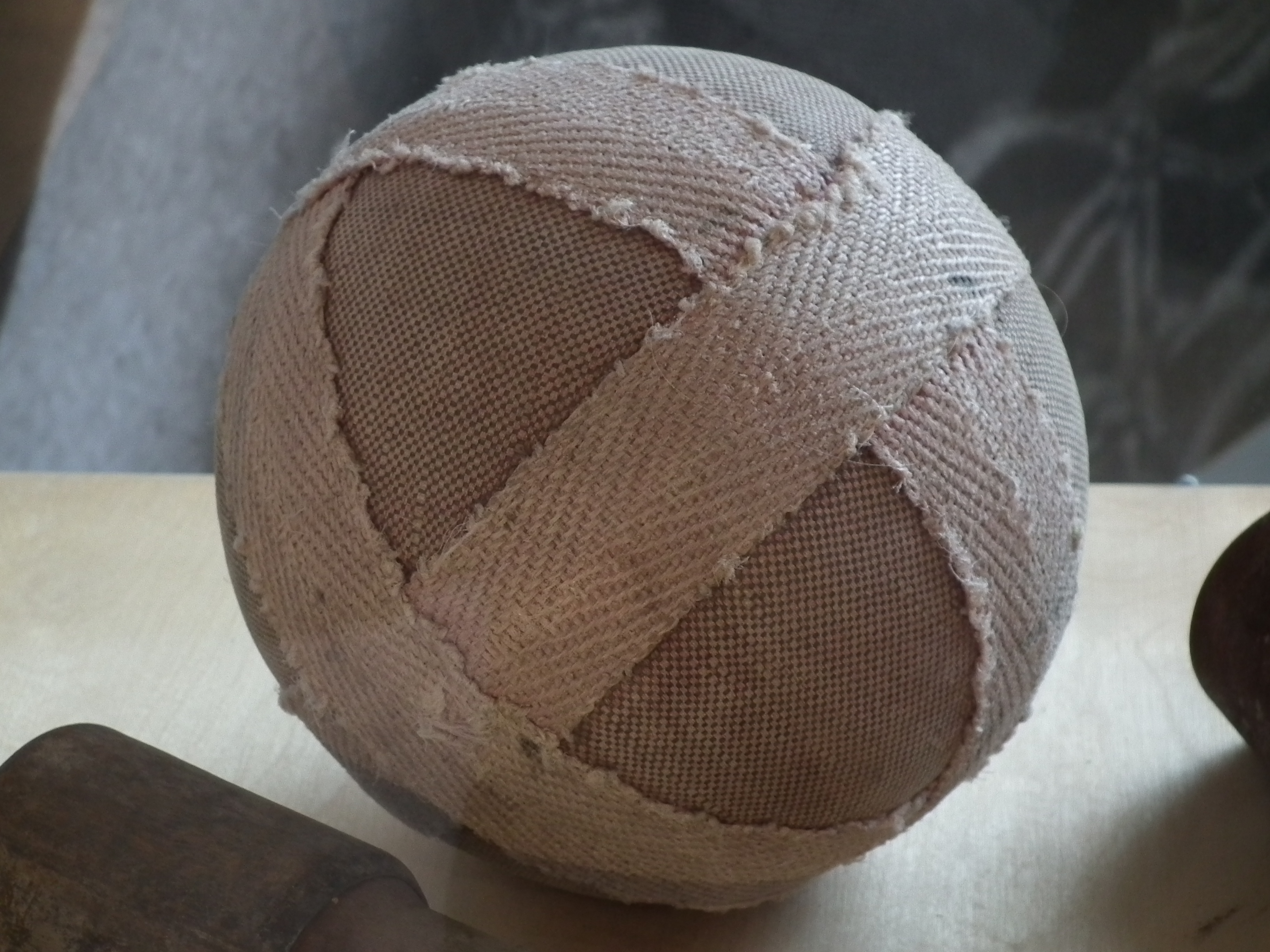
Beim Radball ist der Ball mit gepressten Elch- oder Rosshaar gefüllt und springt daher fast nicht

## Geschichte
Die langen Haare wurden früher vor allem zur Herstellung der von Frauen und Männern des Adels getragenen Perücken verwendet. Die kurzen Haare wurden in Zöpfe zusammengedreht (Krull- oder Krollhaar) und als Polstermaterial, als Füllung für Matratzen, Rosshaarkissen und Reitsättel oder in der Schneiderei als Einlage verwendet. Die mittelalterliche spanische Melonenhose war häufig mit Rosshaar aufgefüllt. Auch wurden ganz aus Rosshaar gewebte Decken hergestellt.
Russische rohe Pferdehäute wurden Anfang des 20. Jahrhunderts über Archangel, heute Archangelsk, in großer Menge verschickt. Die langen Haare der Schweife und der Mähnen wurden für „vielerlei Dinge angewandt“. Das glatte Haar wurde in Rapatellfabriken verarbeitet. Als Rapatell, auch Rosshaarenzeug, Siebtuch oder Beuteltuch genannt, wurde ein feines Gewebe bezeichnet, das zum Sieben gebraucht wurde. Man fertigte es in fast quadratischen Stücken, in der Größe von 1⁄4 bis ungefähr 3⁄4 Pariser Stab, zuweilen auch größer, nach der jeweiligen Länge der Haare, aus denen es hergestellt war. Es wurde jeweils dutzendweise gehandelt. In Frankreich wurden die Rapatellproduzenten „Amidonniers“ genannt, nach den Amidonmachern (Stärke-Produzenten), die sie viel gebrauchten. In der Niedernormandie, besonders in der Gegend von Courances, wurden sie in größerer Menge hergestellt und meist über Nantes in die Bretagne gehandelt.
Aus Pferdehaaren stellte man sogenannte Pferdetapeten her und „härene Gewebe“ für Mönche und Bierbrauer. Die Perückenmacher nahmen sie unter die Montur der Perücken, die Lautenmacher für die Fidelbögen, die Fischer für ihre Leinen und in der Art anderes mehr. Es wurden Knöpfe daraus hergestellt, Hutkrempen, Armbänder, Bürsten u. s. w. Die weißen Pferdeschweife wurden nach der Küste von Angola exportiert. Nachdem das Pferdehaar gekräuselt und gekocht war, wurde es von Tapezierern, Täschnern und von Stuhlmachern zum Auspolstern von Stühlen, Sofas, Kanapees, Matratzen und Kissen verwendet. Das meiste Material kam aus Irland, Holland und Russland. Das isländische galt als das beste, das holländische, beziehungsweise das in Holland zugerichtete und sortierte, folgte in der Qualität unmittelbar danach, das russische galt als das schlechteste. Die weißen und die schwarzen Haare wurden mehr als die grauen, bunten oder gemischten geachtet, da sich unter Letzteren zum Teil Kuhhaare oder schlechte Pferdehaare befanden.
Die Ware kam zentnerweise aus Dublin, Amsterdam, Sankt Petersburg, Archangel und Rouen. Das russische gekochte Pferdehaar kam aus Petersburg in Ballen von 10 Pud, das von den Schweifen in Ballen von 20 Pud. Der Hamburger Handel bezog viel Ware aus Russland und England. In Danzig wurde viel langes und kurzes russisches Haar verwendet. Das lange Haar musste mindestens eine Länge von 24 englischen Zoll haben. Die kurzen Pferdehaare, die beim Gerben der Häute abfallen, wurden mit den Ochsen- und Kuhhaaren vermischt und ebenfalls zum Polstern verwendet.